# Згорнє Слемене
Згорнє Слемене (словен. Zgornje Slemene) — поселення в общині Шентюр, Савинський регіон, Словенія. 
Висота над рівнем моря: 561 м.